# Isidore Smets
Pour les articles homonymes, voir Smets.
Isidore (Dore) Albert Maria Smets, né le 6 juin 1901 à Malines et mort le 31 mai 1976 à Bruxelles, fut un homme politique belge, membre du parti ouvrier belge, ensuite du PSB. 
Smets n'aurait fait que ses études primaires; il fut secrétaire, puis dirigeant du parti ouvrier et de syndicats.
Il fut élu conseiller communal (1927-1932; 1945-1949) de Malines, puis de Lierre (1933-1938); échevin de Malines (1945-1947); conseiller provincial de la province d'Anvers (1936-1949) et député permanent (1944-1946); sénateur coopté (1954-1961;1965-1968) membre du conseil interparlementaire Benelux (1957-); vice-président du parlement européen (1958-). 

## Sources
- sa bio sur ODIS